# Tachyporus pusillus
Tachyporus pusillus är en skalbaggsart som beskrevs av Johann Ludwig Christian Gravenhorst 1806. Tachyporus pusillus ingår i släktet Tachyporus, och familjen kortvingar. Arten är reproducerande i Sverige.